# Isocrate d'Apollonie
Isocrate, en grec ancien Ἰσοκράτης est un rhéteur grec du IVe siècle av. J.-C., disciple d’Isocrate d’Athènes, à qui il succéda.

## Notice biographique
Natif de la ville d’Apollonie du Pont, en Thrace, à l’entrée du golfe formé par le Pont-Euxin. D’après d’Harpocration, il serait le véritable auteur des Conseils à Démonicos et d’un Traité de rhétorique attribués à son maître.

## Source
- Suidas, s. v. Ἰσοκράτης.